# Іглиця річкова
Іглиця річкова (Syngnathus watermeyeri) — вид риб родини Syngnathidae. Є ендеміком Південної Африки. Мешкає в річках із впливом припливів: Каріега, Касуга, Бушменова.